# Erioptera pachyrhampha
Erioptera pachyrhampha är en tvåvingeart som beskrevs av Alexander 1967. Erioptera pachyrhampha ingår i släktet Erioptera och familjen småharkrankar.
Artens utbredningsområde är Nicaragua. Inga underarter finns listade i Catalogue of Life.